# جون مكينتوش (فلاح)
جون مكينتوش (بالإنجليزية: John McIntosh)‏ هو فلاح أمريكي، ولد في 15 أغسطس 1777 في نيويورك في الولايات المتحدة، وتوفي في 1846 في ساوث دونداس في كندا.